# Guido Macor
Guido Macor (Udine, 4 ottobre 1932 – Udine, 27 febbraio 2024) è stato un calciatore italiano, di ruolo attaccante.

## Carriera
Nato a Udine il 4 ottobre 1932, crebbe calcisticamente nella Pro Gorizia, dove esordì in Serie C. Nel 1952 passò al Fanfulla in Serie B. L'anno seguente venne ingaggiato dalla Juventus ma non convinse anche se, nell'ultima gara in maglia bianconera il 7 febbraio 1954, segnò una rete contro il Genoa. A fine stagione venne mandato in prestito al Monza in Serie B.
La svolta avvenne nel 1955, quando la Juventus lo cedette alla SPAL di Paolo Mazza, in quel momento retrocessa in Serie B ma in seguito ripescata, e Macor si trovò ad essere il titolare dei biancoazzurri in quello che divenne il campionato nel quale segnò il suo record di marcature in Serie A: 9 reti. In quel campionato Macor partì molto bene, segnando ben 6 goal nelle prime 9 gare, uno dei quali fondamentale per una storica vittoria della SPAL contro il Bologna, squadra contro la quale, nella gara di ritorno, un'altra sua rete risultò decisiva per il pareggio. Fu allora che Mazza decise di cederlo in prestito al quotato Genoa in cambio della comproprietà del più giovane Ivan Firotto, ma i due non convinsero le società destinatarie dello scambio e l'anno dopo le cose si invertirono, per cui nel 1957 Macor tornò alla SPAL.
In seguito, Macor passò al Catania dove visse una seconda giovinezza e contribuì alla promozione in Serie A degli etnei nel 1959-60, ritrovando l'ex spallino Prenna. Notevole fu l'affiatamento del duo che si ricostituì a Catania e Macor tornò con i siciliani a giocare in Serie A.
Giocò successivamente nel Parma e nella Sambenedettese per poi concludere la sua carriera con il Treviso in Serie C nel 1964-1965 e in seguito nel Latisana.
In Serie A giocò 69 partite segnando 19 reti.
Morì a Udine il 27 febbraio 2024 all'età di 91 anni.